# Свети мученик Разумник
Свети мученик Разумник (Синезије, Синесије, Синет, Синетос; у словенској традицији је уобичајено да се прати његово име; др. грч. Συνετος; 3. век) је био чтец у цркви града Рима, хришћански мученик.
Помен у православној цркви се врши 12. (25.) децембра .
Разумник је рођен у Риму и у младости су га родитељи дали римском епископу да га учи светим књигама. Захваљујући својој способности и марљивости, постао је чтец. Многе људе је поучавао вери у Христа, непрестано критиковао и одвраћао од незнабоштва. Његови поступци били су пријављени владару. Цар Аурелијаном наредо је да Разумник буде ухваћен. Затражио је од њега да принесе идолима жртву. Он је то одбио и исмејао цара. Цар ја због тога нареди да га бију воловским жилама тако немилосрдно, да се сва земља око њега напунила крвљу. Затим је бачен у тамницу. Наредног дана свети мученик је поново изведен на суд. Тада су га положили на усијану гвоздену лесу; и тада светом мученику дође с неба глас од Бога, који га је крепио и соколио на мучеништво и паде велика киша, и угаси огањ; и свети остаде неповређен. После тога, по царевом наређењу, ископана је дубока јама, сва начичкана копљима, са оштрицама увис. И мученик би бачен на та копља у тој јами. Али га Господ исцели од свих тих рана и учини потпуно здрава. Цар на крају нареди, де светом мученику одсеку главу мачем. 
Мошти светог Разумника пренете су из Рима на острво у опатији Рајхенау 830. године.